# Neumayer (nazwisko)
Neumayer – nazwisko popularne w południowych Niemczech i Austrii, występujące także w Stanach Zjednoczonych, Polsce, Czechach, Węgrzech i Chorwacji i wszędzie, gdzie dotarła emigracja niemiecka.
Powstało poprzez poprzedzenie przedrostkiem nowy rzeczownika pospolitego Mayer, oznaczającego: przedstawiciela właściciela ziemskiego w majątku, dzierżawcę, zarządcę, i pochodzącego od łacińskiego maiordomus.
Nazwisko przybrało z biegiem czasu wiele różnych form:
- Neumayer, Neumayr, Neumaier, Neumair, Neumeyer, Neumeier, Niemeyer (dolnoniemiecka), Naumayer (środkowoniemiecka), Najmajer (polska, węgierska, czeska), Nojmajer (rosyjska, ukraińska, chorwacka).

## Znane osoby o nazwisku Neumayer i podobnych
- Jan Nepomucen Neumayer (1807 – 1886), oficer armii austro-węgierskiej we Lwowie
- Georg von Neumayer (1826-1909), niemiecki geofizyk i polarnik
- Fritz Neumayer(inne języki) (1884-1973), niemiecki polityk, minister
- Peter Alexander Ferdinand Maximilian Neumayer (pseudonim: Peter Alexander) (1926 – 2011), austriacki śpiewak i aktor musicalowy
- Michael Neumayer (* 1979), niemiecki skoczek narciarski
- Robert Neumaier(inne języki) (1885–1959), niemiecki piłkarz
- Max von Neumayr(inne języki) (1810-1881), polityk bawarski
- August Hermann Niemeyer(inne języki) (1754-1828), luterański teolog i pedagog pruski
- Oscar Niemeyer (1907-2012), brazylijski architekt światowej sławy
- Horst F. Niemeyer (* 1931), niemiecki matematyk, autor metody podziału mandatów wyborczych patrz: Metoda Hare’a-Niemeyera
- Marie von Najmájer(inne języki) (1844 – 1904), austriacka pisarka
- Kazimierz Najmajer (1930 – 1987), polski konstruktor maszyn papierniczych
- Peter Niemeyer (* 1983), niemiecki piłkarz
- Tomira Neumayer-Sawaryn (1924-1996), profesor mikrobiolog, lekarz, żołnierz Armii Krajowej w czasie II wojny światowej